# Дениска
Дениска (пол. Dyniska) — село в Польщі, у гміні Ульгівок Томашівського повіту Люблінського воєводства. Населення — 217 осіб (2011).

## Історія
Понад 100 років Дениска була прикордонним селом Австро-Угорщини.
Станом на 1.01.1939 в селі проживало 1210 осіб, з них 890 українців-грекокатоликів, 150 українців-римокатоликів, 50 поляків, 50 польських колоністів міжвоєнного періоду, 70 євреїв. Місцева греко-католицька парафія належала до Угнівського деканату Перемишльської єпархії. Село входило до гміни Тарношин Равського повіту Львівського воєводства Польської республіки.
Після Другої світової війни село опинилося у складі Польщі. 26-30 червня 1947 року під час операції «Вісла» польська армія виселила з Дениски на щойно приєднані до Польщі північно-західні терени 142 українців. У селі залишилося 132 поляки.

## Церква Собору Пресвятої Богородиці

Церква Собору Богородиці в Дениськах до руйнування

Згадки про греко-католицьку церкву у Дениських відносяться до 1766 р. У 1801 р. на її місце було перенесено новий храм, за переказами він походить із села Шлетини та збудований там у XVIII ст. Повністю відремонтована у 1943-44 роках в тому числі притвор та захристія. Після виселення українського населення в 1947 році будівля була передана римо-католицькій парафії і відтоді використовувалася під костел. Зруйнована пожежею у 1987 році. Не відновлена.
Поблизу храму стояла цегляна і оштукатурена дзвіниця з трьома дзвонами, покрита наметовим дахом.

## Населення
Демографічна структура станом на 31 березня 2011 року:
|          | Загалом | Допрацездатний вік | Працездатний вік | Постпрацездатний вік |
| -------- | ------- | ------------------ | ---------------- | -------------------- |
| Чоловіки | 107     | 29                 | 62               | 16                   |
| Жінки    | 110     | 26                 | 54               | 30                   |
| Разом    | 217     | 55                 | 116              | 46                   |

## Персоналії
- Кузьма Орест Леонтійович - педагог, громадський діяч, літератор, есперантист, вояк УСС.